# На честь вмц. Параскеви Топловський жіночий монастир
На честь вмц. Параскеви Топловський жіночий монастир — жіночий монастир Сімферопольської єпархії УПЦ (МП), розташований в околицях села Топлу (Тополівка), розташованого на Феодосійському шосе в Криму.
Село до депортації Росією християн з Криму у 1778 році було здебільшого урумським, і до перейменування 1945 року називалося Топли, звідки і походить назва монастиря. Після Жовтневого заколоту 1917 року село, що сформувалоося безпосередньо навколо монастиря називалося Мічуріне, пізніше село Учебне.
Монастир був офіційно заснований 25 серпня 1864 року, а відкритий 25 вересня того ж року. Формально радянська влада закрила його 29 квітня 1923 року. Відроджений монастир був у 1993 році.

## Заснування монастиря
Монастир розташований біля джерела, що носить ім'я Святої Параскеви Римської. За місцевими переказами саме тут відбулася її мученицька кара, після чого на місці страти забило джерело, що має лікувальні властивості. В даному районі Криму задовго до влаштування монастиря було поширене шанування Святої Параскеви. Руїни грецьких церков Св. Параскеви, були безпосередньо біля джерела, в селі Топлу, в селі Орталан (зараз — Земляничне), вірменська церква Святої Параскеви побудована в 1702 і покинута в 1778 році.
Ще до заснування монастиря в цьому місці вела відлюдницький спосіб життя Костянтина, болгарка з села Кишлав (нині с. Курське), до якої приєдналися декілька жінок, утворивши подобу кіновії. В середині XIX століття, після масової депортації Росією християн з Криму в 1778 році і переселення кримських татар до Османської імперії після загарбання Криму Російською імперією в 1783 році, Крим був малолюдним, а багато християнських храмів (грецькі православні та вірменські) закинуті, а їх відновлення йшло досить повільно.
Земля, на якій був відкритий монастир, була подарована Катериною II своєму фавориту Захару Зотову. У середині XIX століття землею володіли його нащадки сестри Феодора Олексіївна Зотова та Ангеліна Олексіївна Ламбірі (1814—1873). Ангеліна викупила землю у сестри і передала її для влаштування монастиря. Відкриттю монастиря передувало будівництво невеликого храму Сятої Параскеви близько її джерела, який був освячений в день пам'яті Святої 26 липня 1863 року. В будівництві храму і облаштуванні монастиря активну участь взяв кізілташський ігумен Парфеній, убитий в 1866 році розбійниками (за версією російської влади — кримськими татарами, троє причетних до вбивства були засуджені до страти через повішення, проте дослідження судової справи, що зберігається в РГВІА (Ф. 801. Оп. 92. Д. 23) показали, що суд не був неупередженим) і в 2000 р. зарахований до лику святих. Першими насельницями монастиря стали 9 жінок, що вже жили тут. Болгарка Костянтина пізніше була пострижена в черниці під ім'ям Параскеви.

## Будівництво монастиря
У наступні роки в монастирі крім житлових і господарських споруд була побудована лікарня з домовою церквою «Всіх Скорботних радості», перебудована і розширена церква Святої Параскеви та розпочато будівництво великого Свято-Троїцького собору (за проєктом Валентина Фельдмана). Монастир мав майстерні і зразкове садове господарство. Успіхи монастиря багато в чому пов'язані з діяльністю його ігумені Параскеви (Родімцевої), яка очолювала монастир до самої смерті і в роки його закриття. У 2009 році ігуменя Параскева була зарахована до місцевошанованих святих. Її урочисту канонізацію в монастирі 11 липня 2010 року здійснив митрополит Володимир. Монастир мав подвір'я в Сімферополі та Феодосії.

## Закриття монастиря

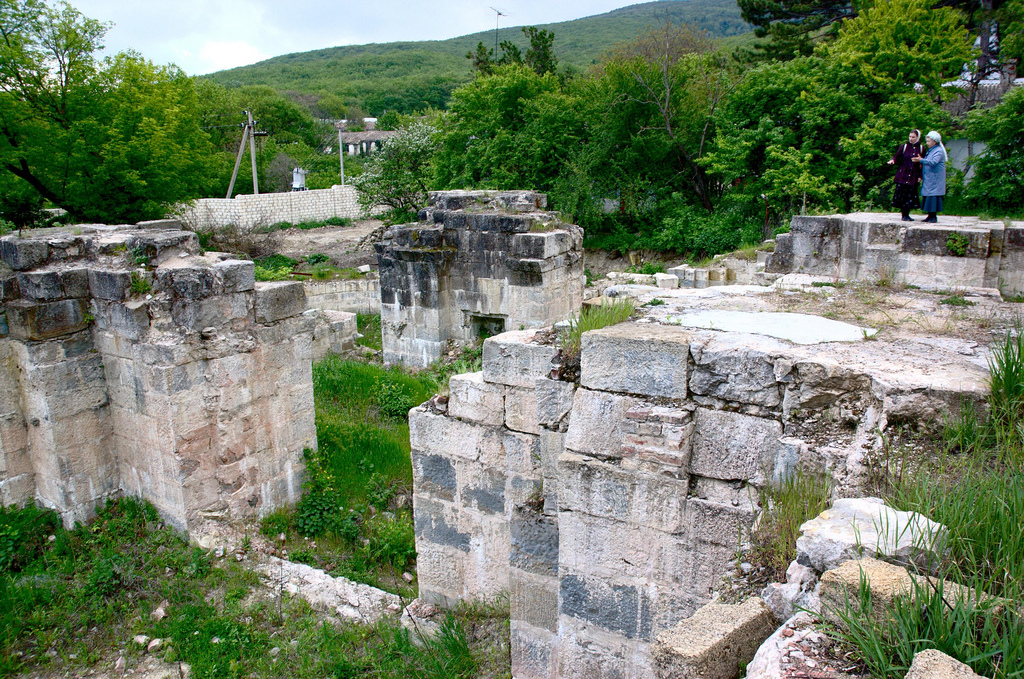
Руїни Свято-Троїцького собору, травень 2008 року

Після радянської окупації в умовах гонінь на церкву, конфіскацій і реквізицій, з черниць монастиря була створена трудова комуна садівниць. Під цим прикриттям монастир існував ще декілька років. Формально комуна вирощувала фрукти, а по суті, доглядаючи за садом, черниці продовжували обрядове життя. Останнім ударом по монастирю було рішення про ліквідацію сільгоспартілі «Жіноча праця» 7 вересня 1928 року. В грудні 1928 року померла ігуменя. У січні 1929 року солдати НКВС насильно виселили всіх черниць під розписку про повернення до колишнього місця проживання. Місцеві жителі розібрали по домівках багатьох старих і немічних черниць. Священики і багато черниць, які керували господарським життям монастиря були арештовані і загинули в таборах. В той же час був підірваний недобудований Свято-Троїцький собор.

## Відродження монастиря

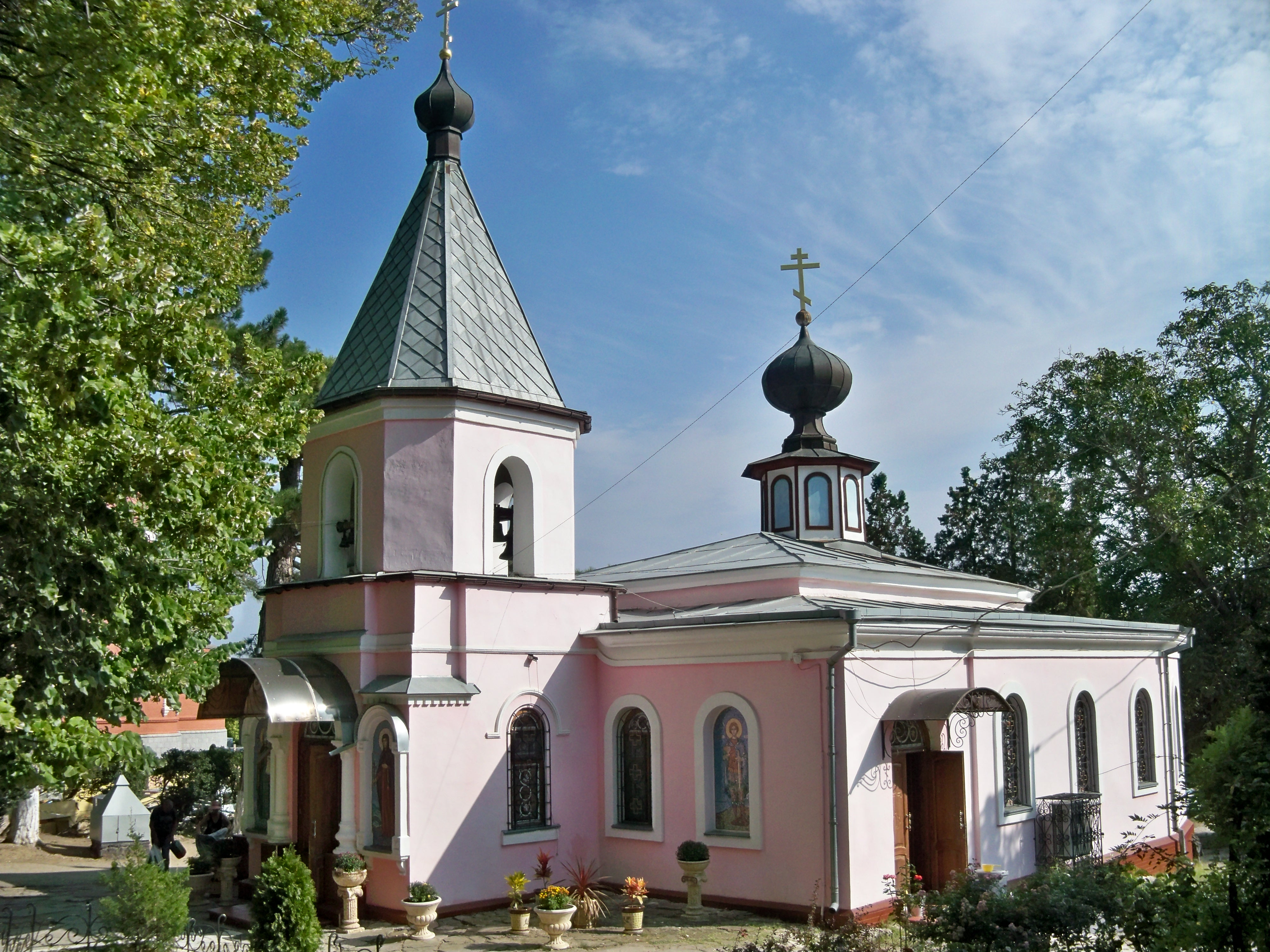
Храм святої преподобномучениці Параскеви

Відродження монастиря почалося в 1990-х роках. 8 серпня 1992 року відбулося перше богослужіння на центральній площі монастиря. 8 червня 1993 року було зареєстровано статут монастиря. А 20 грудня 1994 року монастирю передані 10,76 га землі і будівлі, які в останні роки використовувалися піонерським табором. В даний час відновлено церкви Св. Параскеви і «Всіх Скорботних Радість». Біля джерела Св. Параскеви влаштована каплиця і купальня. Приблизно за 2 кілометри від монастиря є джерело Святого Георгія, де також влаштована каплиця і купальня. Обидва джерела відвідують багато людей: прочан й просто туристів. За 5 кілометрів від монастиря знаходиться джерело Трьох Святих. Для зручності прочан вода трубами від нього подається на територію монастиря. Воді всіх трьох джерел приписуються різні цілющі властивості.